# Cristian Gonzáles

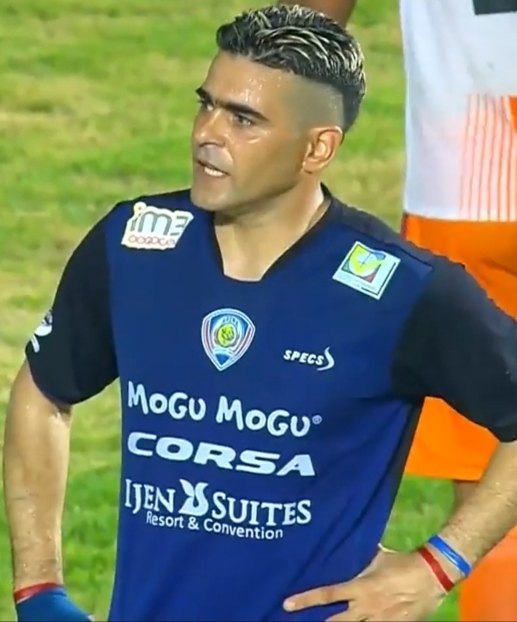
Cristian Gonzáles

Cristian Gérard Alvaro Gonzáles (Montevideo, 30 augustus 1976) is een Indonesisch voormalig voetballer van Uruguayaanse komaf die als aanvaller speelde.

## Loopbaan
Gonzáles speelde in Uruguay voor Sud América (1995-1999), Huracán Corrientes (1997-1999 op huurbasis) en Deportivo Maldonado (2000-2002). Ook speelde hij voor Uruguay onder 20. In 2003 ging hij naar Indonesië waar hij voor PSM Makassar ging spelen. In 2005 stapte hij over naar Persik Kediri waarmee hij in 2006 de Liga Indonesia won. In het seizoen 2009/10 speelde hij voor Persib Bandung en een seizoen later voor Putra Samarinda. Van 2012 tot 2014 speelde hij voor Arema Cronus. Gonzáles werd vier keer topscorer in Indonesië. In augustus 2014 kwam hij via de tweede ronde van de draft voor de Indian Super League bij Chennai in India. Hij speelde tot en met 2017 voor Arema. In 2018 begon hij bij Madura United en speelde vervolgens voor PSS Sleman. Bij Bogor FC kwam hij in 2019 niet aan bod en vervolgens kwam hij tot en met 2020 uit voor PSIM Yogyakarta. In 2021 en 2022 speelde hij voor RANS Nusantara dat hem in 2022 verhuurde aan PSIM Yogyakarta. 
Gonzáles, die zich bekeerd heeft tot de islam, is sinds november 2010 genaturaliseerd tot Indonesisch staatsburger. Hij speelde tot in 2015 achtentwintig keer voor het Indonesisch voetbalelftal waarbij hij twaalf doelpunten maakte.